# 創造都市ネットワーク
創造都市ネットワーク（そうぞうとしネットワーク、英: Creative Cities Network）は、チャールズ・ランドリーが1995年に発表した「Creative city」を、2004年にユネスコが採用したプロジェクトのひとつ。文学・映画・音楽・工芸（クラフトとフォークアート）・デザイン・メディアアート・食文化（ガストロノミー）の創造産業7分野から、世界でも特色ある都市を認定するもの。「グローバル化の進展により固有文化の消失が危惧される中で、文化の多様性を保持するとともに、世界各地の文化産業が潜在的に有している可能性を、都市間の戦略的連携により最大限に発揮させるための枠組みが必要」 との考えに基づいている。

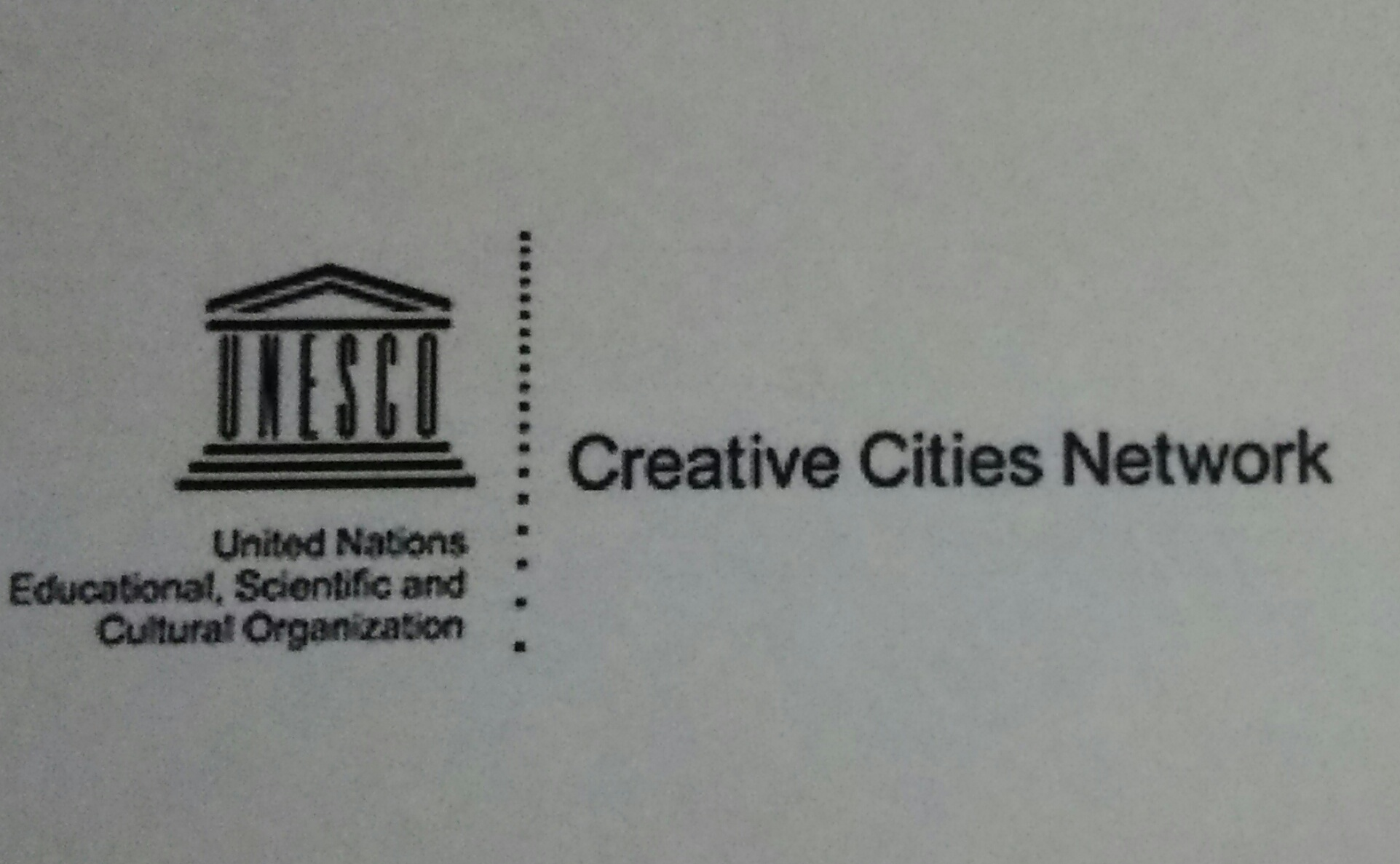
シンプルなデザインの創造都市ネットワークのロゴ

## 選定と運営
ユネスコ内での担当は、文化局における文化的表現・創造産業部 博物館・創造性課。
申請は国連・ユネスコに加盟またはオブザーバー参加する国か地域（国家承認を得た国連非加盟の国と地域の一覧参照）の都市の側から行い、ユネスコが委任する専門家委員会（研究者とNGO）が選考審査する。
申請都市は申請する部門に見合った都市であることとして申請書に、
1. 申請部門の創造産業が成立・発展した経緯[補 3]
2. 申請都市における対象となる創造産業が持つ経済性やその従事者数（都市人口における比率）と当該都市におけるその消費状況
3. 申請都市における創造産業が地域文化・地域コミュニティに与えている影響
4. 行政や創造産業を担う作り手による中長期的な展望[補 4]

などを提示・証明する必要に加え、国連が定めた持続可能な開発目標への取り組みが含まれていること、女性・若者・障害者や個人事業者（職人）・小規模企業（工房）、部門によっては学校と学童も参加していることが求められる。
2015年より2年毎西暦奇数年に選定作業を行うようになり、選定年の6月末日に申請受付を締め切り、審査の後、11月中に結果を発表する。但し、審査は部門別に行われるため、発表時期に誤差が生じる場合もある（2019年受付分の一部は2020年になってから発表された）。申請しても必ず認定されるわけではなく、これまにも選に漏れている都市もある。
2019年からは1ヶ国につき申請できる都市の上限が4件までとなった。このことをうけ、日本では日本ユネスコ国内委員会が「文化活動小委員会 ユネスコ創造都市ネットワーク新規加盟申請にかかる選考ワーキンググループ」を設置し、事前に国内選考をしてからの正式申請とすることになった。
認定された都市はその肩書を商業的にアピールでき、他の認定都市や世界の文化団体との交流を得ることができる。認定後はユネスコへ4年毎に活動実績報告の提出が求められ、著しく価値を損なった場合や活動の低迷が確認された場合には認定の取り消しもあり得る（これまでに認定取り消し事例はない）。

## 参加都市
2021年11月時点で、以下の295都市が認定されている。
| 参加都市名                           | 国名                     | 分野                    | 加盟年 |
| ------------------------------------ | ------------------------ | ----------------------- | ------ |
| エディンバラ                         | イギリス                 | 文学                    | 2004   |
| メルボルン                           | オーストラリア           | 文学                    | 2008   |
| アイオワシティ                       | アメリカ合衆国           | 文学                    | 2008   |
| ダブリン                             | アイルランド             | 文学                    | 2010   |
| レイキャヴィーク                     | アイスランド             | 文学                    | 2011   |
| ノリッジ                             | イギリス                 | 文学                    | 2012   |
| クラクフ                             | ポーランド               | 文学                    | 2013   |
| ダニーデン                           | ニュージーランド         | 文学                    | 2014   |
| グラナダ                             | スペイン                 | 文学                    | 2014   |
| ハイデルベルク                       | ドイツ                   | 文学                    | 2014   |
| プラハ                               | チェコ                   | 文学                    | 2014   |
| バグダード                           | イラク                   | 文学                    | 2015   |
| バルセロナ                           | スペイン                 | 文学                    | 2015   |
| リュブリャナ                         | スロベニア               | 文学                    | 2015   |
| リヴィウ                             | ウクライナ               | 文学                    | 2015   |
| モンテビデオ                         | ウルグアイ               | 文学                    | 2015   |
| ノッティンガム                       | イギリス                 | 文学                    | 2015   |
| オービドス                           | ポルトガル               | 文学                    | 2015   |
| タルトゥ                             | エストニア               | 文学                    | 2015   |
| ウリヤノフスク                       | ロシア                   | 文学                    | 2015   |
| リレハンメル                         | ノルウェー               | 文学                    | 2017   |
| シアトル                             | アメリカ合衆国           | 文学                    | 2017   |
| ケベック・シティー                   | カナダ                   | 文学                    | 2017   |
| ミラノ                               | イタリア                 | 文学                    | 2017   |
| ダーバン                             | 南アフリカ共和国         | 文学                    | 2017   |
| 富川                                 | 大韓民国                 | 文学                    | 2017   |
| ユトレヒト                           | オランダ                 | 文学                    | 2017   |
| マンチェスター                       | イギリス                 | 文学                    | 2017   |
| アングレーム                         | フランス                 | 文学                    | 2019   |
| スレイマニヤ                         | イラク                   | 文学                    | 2019   |
| エクセター                           | イギリス                 | 文学                    | 2019   |
| ベイルート                           | レバノン                 | 文学                    | 2019   |
| 南京                                 | 中華人民共和国           | 文学                    | 2019   |
| クフモ                               | フィンランド             | 文学                    | 2019   |
| レーワルデン                         | オランダ                 | 文学                    | 2019   |
| ヴロツワフ                           | ポーランド               | 文学                    | 2019   |
| ラホール                             | パキスタン               | 文学                    | 2019   |
| オデッサ                             | ウクライナ               | 文学                    | 2019   |
| 原州                                 | 大韓民国                 | 文学                    | 2019   |
| ヨーテボリ                           | スウェーデン             | 文学                    | 2021   |
| ジャカルタ                           | インドネシア             | 文学                    | 2021   |
| ヴィリニュス                         | リトアニア               | 文学                    | 2021   |
| 岡山                                 | 日本                     | 文学                    | 2023   |
| クタイシ                             | ジョージア               | 文学                    | 2023   |
| トゥクムス                           | ラトビア                 | 文学                    | 2023   |
| ブレーメン                           | ドイツ                   | 文学                    | 2023   |
| ヤシ                                 | ルーマニア               | 文学                    | 2023   |
| リオデジャネイロ                     | ブラジル                 | 文学                    | 2023   |
| リヨン                               | フランス                 | 文学                    | 2023   |
| ブラッドフォード                     | イギリス                 | 映画                    | 2009   |
| シドニー                             | オーストラリア           | 映画                    | 2010   |
| 釜山                                 | 大韓民国                 | 映画                    | 2014   |
| ゴールウェイ                         | アイルランド             | 映画                    | 2014   |
| ソフィア                             | ブルガリア               | 映画                    | 2014   |
| ビトラ                               | 北マケドニア             | 映画                    | 2015   |
| ローマ                               | イタリア                 | 映画                    | 2015   |
| サントス                             | ブラジル                 | 映画                    | 2015   |
| 山形                                 | 日本                     | 映画                    | 2017   |
| ブリストル                           | イギリス                 | 映画                    | 2017   |
| タラサ                               | スペイン                 | 映画                    | 2017   |
| 青島                                 | 中華人民共和国           | 映画                    | 2017   |
| ウッチ                               | ポーランド               | 映画                    | 2017   |
| ムンバイ                             | インド                   | 映画                    | 2019   |
| サラエヴォ                           | ボスニア・ヘルツェゴビナ | 映画                    | 2019   |
| ポツダム                             | ドイツ                   | 映画                    | 2019   |
| バリャドリッド                       | スペイン                 | 映画                    | 2019   |
| ウェリントン                         | ニュージーランド         | 映画                    | 2019   |
| カンヌ                               | フランス                 | 映画                    | 2021   |
| クルジュ＝ナポカ                     | ルーマニア               | 映画                    | 2021   |
| グディニャ                           | ポーランド               | 映画                    | 2021   |
| アサバ                               | ナイジェリア             | 映画                    | 2023   |
| ヴィンセント・ローペス               | アルゼンチン             | 映画                    | 2023   |
| カトマンズ                           | ネパール                 | 映画                    | 2023   |
| ワルザザート                         | モロッコ                 | 映画                    | 2023   |
| セビリア                             | スペイン                 | 音楽                    | 2006   |
| ボローニャ                           | イタリア                 | 音楽                    | 2006   |
| グラスゴー                           | イギリス                 | 音楽                    | 2008   |
| ヘント                               | ベルギー                 | 音楽                    | 2009   |
| ボゴタ                               | コロンビア               | 音楽                    | 2012   |
| ブラザヴィル                         | コンゴ共和国             | 音楽                    | 2013   |
| 浜松                                 | 日本                     | 音楽                    | 2014   |
| ハノーファー                         | ドイツ                   | 音楽                    | 2014   |
| マンハイム                           | ドイツ                   | 音楽                    | 2014   |
| アデレード                           | オーストラリア           | 音楽                    | 2015   |
| イダーニャ・ア・ノーヴァ             | ポルトガル               | 音楽                    | 2015   |
| カトヴィツェ                         | ポーランド               | 音楽                    | 2015   |
| キングストン                         | ジャマイカ               | 音楽                    | 2015   |
| リヴァプール                         | イギリス                 | 音楽                    | 2015   |
| メデジン                             | コロンビア               | 音楽                    | 2015   |
| サルヴァドール                       | ブラジル                 | 音楽                    | 2015   |
| 統営                                 | 大韓民国                 | 音楽                    | 2015   |
| ヴァーラーナシー                     | インド                   | 音楽                    | 2015   |
| キンシャサ                           | コンゴ民主共和国         | 音楽                    | 2015   |
| チェンナイ                           | インド                   | 音楽                    | 2017   |
| ブルノ                               | チェコ                   | 音楽                    | 2017   |
| プライア                             | カーボベルデ             | 音楽                    | 2017   |
| モレリア                             | メキシコ                 | 音楽                    | 2017   |
| アルマトイ                           | カザフスタン             | 音楽                    | 2017   |
| 大邱                                 | 大韓民国                 | 音楽                    | 2017   |
| フルティジャール                     | チリ                     | 音楽                    | 2017   |
| カンザスシティ                       | アメリカ合衆国           | 音楽                    | 2017   |
| アマランテ                           | ポルトガル               | 音楽                    | 2017   |
| ペーザロ                             | イタリア                 | 音楽                    | 2017   |
| オークランド                         | ニュージーランド         | 音楽                    | 2017   |
| ノーショーピング                     | スウェーデン             | 音楽                    | 2017   |
| ポートオブスペイン                   | トリニダード・トバゴ     | 音楽                    | 2019   |
| ヴェスプレーム                       | ハンガリー               | 音楽                    | 2019   |
| レイリア                             | ポルトガル               | 音楽                    | 2019   |
| ハバナ                               | キューバ                 | 音楽                    | 2019   |
| バルパライソ                         | チリ                     | 音楽                    | 2019   |
| メス                                 | フランス                 | 音楽                    | 2019   |
| カザン                               | ロシア                   | 音楽                    | 2019   |
| サナンダジュ                         | イラン                   | 音楽                    | 2019   |
| サントドミンゴ                       | ドミニカ共和国           | 音楽                    | 2019   |
| ラマッラー                           | パレスチナ               | 音楽                    | 2019   |
| アンボン                             | インドネシア             | 音楽                    | 2019   |
| エッサウィラ                         | モロッコ                 | 音楽                    | 2019   |
| リリア                               | スペイン                 | 音楽                    | 2019   |
| バジェドゥパル                       | コロンビア               | 音楽                    | 2019   |
| クルシェヒル                         | トルコ                   | 音楽                    | 2019   |
| ヴラニェ                             | セルビア                 | 音楽                    | 2020   |
| アブダビ                             | アラブ首長国連邦         | 音楽                    | 2021   |
| バトゥミ                             | ジョージア               | 音楽                    | 2021   |
| ベルファスト                         | イギリス                 | 音楽                    | 2021   |
| ワンカヨ                             | ペルー                   | 音楽                    | 2021   |
| イバゲ                               | コロンビア               | 音楽                    | 2021   |
| ハルキウ                             | ウクライナ               | 音楽                    | 2021   |
| ロンドン                             | カナダ                   | 音楽                    | 2021   |
| ポートルイス                         | モーリシャス             | 音楽                    | 2021   |
| レシフェ                             | ブラジル                 | 音楽                    | 2021   |
| サンティアーゴ・デ・クーバ           | キューバ                 | 音楽                    | 2021   |
| タリン                               | エストニア               | 音楽                    | 2021   |
| ハラパ                               | メキシコ                 | 音楽                    | 2021   |
| ヴァラジュディン                     | クロアチア               | 音楽                    | 2023   |
| ダラット                             | ベトナム                 | 音楽                    | 2023   |
| トゥールーズ                         | フランス                 | 音楽                    | 2023   |
| バニャルカ                           | ボスニア・ヘルツェゴビナ | 音楽                    | 2023   |
| ビサウ                               | ギニアビサウ             | 音楽                    | 2023   |
| モントルー                           | スイス                   | 音楽                    | 2023   |
| サンタフェ                           | アメリカ合衆国           | クラフト&フォークアート | 2005   |
| アスワン                             | エジプト                 | クラフト&フォークアート | 2005   |
| 金沢                                 | 日本                     | クラフト&フォークアート | 2009   |
| 利川                                 | 大韓民国                 | クラフト&フォークアート | 2010   |
| 杭州                                 | 中華人民共和国           | クラフト&フォークアート | 2012   |
| ファブリアーノ                       | イタリア                 | クラフト&フォークアート | 2013   |
| パデューカ                           | アメリカ合衆国           | クラフト&フォークアート | 2013   |
| ジャクメル                           | ハイチ                   | クラフト&フォークアート | 2014   |
| 景徳鎮                               | 中華人民共和国           | クラフト&フォークアート | 2014   |
| ナッソー                             | バハマ                   | クラフト&フォークアート | 2014   |
| ペカロンガン                         | インドネシア             | クラフト&フォークアート | 2014   |
| 蘇州                                 | 中華人民共和国           | クラフト&フォークアート | 2014   |
| 丹波篠山                             | 日本                     | クラフト&フォークアート | 2015   |
| アル＝アハサー                       | サウジアラビア           | クラフト&フォークアート | 2015   |
| バーミヤーン                         | アフガニスタン           | クラフト&フォークアート | 2015   |
| ドゥラン                             | エクアドル               | クラフト&フォークアート | 2015   |
| エスファハーン                       | イラン                   | クラフト&フォークアート | 2015   |
| ジャイプル                           | インド                   | クラフト&フォークアート | 2015   |
| ルブンバシ                           | コンゴ民主共和国         | クラフト&フォークアート | 2015   |
| サン・クリストバル・デ・ラス・カサス | メキシコ                 | クラフト&フォークアート | 2015   |
| キュタヒヤ                           | トルコ                   | クラフト&フォークアート | 2017   |
| バギオ市                             | フィリピン               | クラフト&フォークアート | 2017   |
| マダバ                               | ヨルダン                 | クラフト&フォークアート | 2017   |
| バルセロス                           | ポルトガル               | クラフト&フォークアート | 2017   |
| ジョアンペソア                       | ブラジル                 | クラフト&フォークアート | 2017   |
| ポルトノボ                           | ベナン                   | クラフト&フォークアート | 2017   |
| ワガドゥグー                         | ブルキナファソ           | クラフト&フォークアート | 2017   |
| チェンマイ                           | タイ                     | クラフト&フォークアート | 2017   |
| チョルデレグ                         | エクアドル               | クラフト&フォークアート | 2017   |
| カイロ                               | エジプト                 | クラフト&フォークアート | 2017   |
| カッラーラ                           | イタリア                 | クラフト&フォークアート | 2017   |
| ガブロヴォ                           | ブルガリア               | クラフト&フォークアート | 2017   |
| リモージュ                           | フランス                 | クラフト&フォークアート | 2017   |
| ソコデ                               | トーゴ                   | クラフト&フォークアート | 2017   |
| テトゥアン                           | モロッコ                 | クラフト&フォークアート | 2017   |
| チュニス                             | チュニジア               | クラフト&フォークアート | 2017   |
| シャキ                               | アゼルバイジャン         | クラフト&フォークアート | 2017   |
| カルダス・ダ・ライーニャ             | ポルトガル               | クラフト&フォークアート | 2019   |
| スコータイ                           | タイ                     | クラフト&フォークアート | 2019   |
| バンダレ・アッバース                 | イラン                   | クラフト&フォークアート | 2019   |
| アレグア                             | パラグアイ               | クラフト&フォークアート | 2019   |
| ヴィリャンディ                       | エストニア               | クラフト&フォークアート | 2019   |
| カルゴポリ                           | ロシア                   | クラフト&フォークアート | 2019   |
| バララット                           | オーストラリア           | クラフト&フォークアート | 2019   |
| 晋州                                 | 大韓民国                 | クラフト&フォークアート | 2019   |
| アヤクーチョ                         | ペルー                   | クラフト&フォークアート | 2019   |
| シャールジャ                         | アラブ首長国連邦         | クラフト&フォークアート | 2019   |
| トリニダ                             | キューバ                 | クラフト&フォークアート | 2019   |
| ビエッラ                             | イタリア                 | クラフト&フォークアート | 2019   |
| ビダ                                 | ナイジェリア             | クラフト&フォークアート | 2021   |
| ブルサ                               | トルコ                   | クラフト&フォークアート | 2021   |
| コモ                                 | イタリア                 | クラフト&フォークアート | 2021   |
| 金海                                 | 大韓民国                 | クラフト&フォークアート | 2021   |
| マニセス                             | スペイン                 | クラフト&フォークアート | 2021   |
| ナクル                               | ケニア                   | クラフト&フォークアート | 2021   |
| パスト                               | コロンビア               | クラフト&フォークアート | 2021   |
| パース                               | イギリス                 | クラフト&フォークアート | 2021   |
| シュリーナガル                       | インド                   | クラフト&フォークアート | 2021   |
| 濰坊                                 | 中華人民共和国           | クラフト&フォークアート | 2021   |
| ウランバートル                       | モンゴル                 | クラフト&フォークアート | 2023   |
| ブハラ                               | ウズベキスタン           | クラフト&フォークアート | 2023   |
| ホイアン                             | ベトナム                 | クラフト&フォークアート | 2023   |
| ブエノスアイレス                     | アルゼンチン             | デザイン                | 2005   |
| ベルリン                             | ドイツ                   | デザイン                | 2005   |
| モントリオール                       | カナダ                   | デザイン                | 2006   |
| 名古屋                               | 日本                     | デザイン                | 2008   |
| 神戸                                 | 日本                     | デザイン                | 2008   |
| 深圳                                 | 中華人民共和国           | デザイン                | 2008   |
| 上海                                 | 中華人民共和国           | デザイン                | 2010   |
| サン＝テティエンヌ                   | フランス                 | デザイン                | 2010   |
| ソウル                               | 大韓民国                 | デザイン                | 2010   |
| グラーツ                             | オーストリア             | デザイン                | 2011   |
| 北京                                 | 中華人民共和国           | デザイン                | 2012   |
| ビルバオ                             | スペイン                 | デザイン                | 2014   |
| クリチバ                             | ブラジル                 | デザイン                | 2014   |
| ダンディー                           | イギリス                 | デザイン                | 2014   |
| ヘルシンキ                           | フィンランド             | デザイン                | 2014   |
| トリノ                               | イタリア                 | デザイン                | 2014   |
| バンドン                             | インドネシア             | デザイン                | 2015   |
| ブダペスト                           | ハンガリー               | デザイン                | 2015   |
| カウナス                             | リトアニア               | デザイン                | 2015   |
| プエブラ                             | メキシコ                 | デザイン                | 2015   |
| シンガポール                         | シンガポール             | デザイン                | 2015   |
| デトロイト                           | アメリカ合衆国           | デザイン                | 2015   |
| コルトレイク                         | ベルギー                 | デザイン                | 2017   |
| ジーロング                           | オーストラリア           | デザイン                | 2017   |
| 武漢                                 | 中華人民共和国           | デザイン                | 2017   |
| メキシコシティ                       | メキシコ                 | デザイン                | 2017   |
| コリング                             | デンマーク               | デザイン                | 2017   |
| ケープタウン                         | 南アフリカ共和国         | デザイン                | 2017   |
| ブラジリア                           | ブラジル                 | デザイン                | 2017   |
| ドバイ                               | アラブ首長国連邦         | デザイン                | 2017   |
| イスタンブール                       | トルコ                   | デザイン                | 2017   |
| 旭川                                 | 日本                     | デザイン                | 2019   |
| ハノイ                               | ベトナム                 | デザイン                | 2019   |
| ムハッラク                           | バーレーン               | デザイン                | 2019   |
| バクー                               | アゼルバイジャン         | デザイン                | 2019   |
| バンコク                             | タイ                     | デザイン                | 2019   |
| セブ市                               | フィリピン               | デザイン                | 2019   |
| フォルタレザ                         | ブラジル                 | デザイン                | 2019   |
| ケレタロ                             | メキシコ                 | デザイン                | 2019   |
| サンホセ                             | コスタリカ               | デザイン                | 2019   |
| コビリャン                           | ポルトガル               | デザイン                | 2021   |
| ドーハ                               | カタール                 | デザイン                | 2021   |
| ワンガヌイ                           | ニュージーランド         | デザイン                | 2021   |
| アシガバート                         | トルクメニスタン         | デザイン                | 2023   |
| グラナダ                             | ニカラグア               | デザイン                | 2023   |
| バレンシア                           | スペイン                 | デザイン                | 2023   |
| リヨン                               | フランス                 | メディアアート          | 2008   |
| 札幌                                 | 日本                     | メディアアート          | 2013   |
| アンギャン＝レ＝バン                 | フランス                 | メディアアート          | 2013   |
| ダカール                             | セネガル                 | メディアアート          | 2014   |
| 光州                                 | 大韓民国                 | メディアアート          | 2014   |
| リンツ                               | オーストリア             | メディアアート          | 2014   |
| テルアビブ＝ヤッファ                 | イスラエル               | メディアアート          | 2014   |
| ヨーク                               | イギリス                 | メディアアート          | 2014   |
| オースティン                         | アメリカ合衆国           | メディアアート          | 2015   |
| グアダラハラ                         | メキシコ                 | メディアアート          | 2017   |
| ブラガ                               | ポルトガル               | メディアアート          | 2017   |
| 長沙                                 | 中華人民共和国           | メディアアート          | 2017   |
| コシツェ                             | スロバキア               | メディアアート          | 2017   |
| トロント                             | カナダ                   | メディアアート          | 2017   |
| カールスルーエ                       | ドイツ                   | メディアアート          | 2019   |
| ヴィボー                             | デンマーク               | メディアアート          | 2019   |
| サンティアゴ・デ・カリ               | コロンビア               | メディアアート          | 2020   |
| カンピナグランデ                     | ブラジル                 | メディアアート          | 2021   |
| ハーマル                             | ノルウェー               | メディアアート          | 2021   |
| モデナ                               | イタリア                 | メディアアート          | 2021   |
| ナミュール                           | ベルギー                 | メディアアート          | 2021   |
| トビリシ                             | ジョージア               | メディアアート          | 2021   |
| オウル                               | フィンランド             | メディアアート          | 2023   |
| カサブランカ                         | モロッコ                 | メディアアート          | 2023   |
| ノヴィ・サド                         | セルビア                 | メディアアート          | 2023   |
| ポパヤン                             | コロンビア               | 食文化                  | 2005   |
| 成都                                 | 中華人民共和国           | 食文化                  | 2010   |
| エステルスンド                       | スウェーデン             | 食文化                  | 2010   |
| 全州                                 | 大韓民国                 | 食文化                  | 2012   |
| ザーレ                               | レバノン                 | 食文化                  | 2013   |
| 鶴岡                                 | 日本                     | 食文化                  | 2014   |
| フロリアノーポリス                   | ブラジル                 | 食文化                  | 2014   |
| 順徳                                 | 中華人民共和国           | 食文化                  | 2014   |
| ガズィアンテプ                       | トルコ                   | 食文化                  | 2015   |
| ベレン                               | ブラジル                 | 食文化                  | 2015   |
| ベルゲン                             | ノルウェー               | 食文化                  | 2015   |
| ブルゴス                             | スペイン                 | 食文化                  | 2015   |
| デニア                               | スペイン                 | 食文化                  | 2015   |
| エンセナーダ                         | メキシコ                 | 食文化                  | 2015   |
| パルマ                               | イタリア                 | 食文化                  | 2015   |
| プーケット                           | タイ                     | 食文化                  | 2015   |
| ラシュト                             | イラン                   | 食文化                  | 2015   |
| ツーソン                             | アメリカ合衆国           | 食文化                  | 2015   |
| パナマシティ                         | パナマ                   | 食文化                  | 2017   |
| ブエナベントゥラ                     | コロンビア               | 食文化                  | 2017   |
| コチャバンバ                         | ボリビア                 | 食文化                  | 2017   |
| マカオ                               | 中華人民共和国           | 食文化                  | 2017   |
| ハタイ                               | トルコ                   | 食文化                  | 2017   |
| パラチー                             | ブラジル                 | 食文化                  | 2017   |
| サンアントニオ                       | アメリカ合衆国           | 食文化                  | 2017   |
| アルバ                               | イタリア                 | 食文化                  | 2017   |
| ベンディゴ                           | オーストラリア           | 食文化                  | 2019   |
| ポルトビエホ                         | エクアドル               | 食文化                  | 2019   |
| ベロオリゾンテ                       | ブラジル                 | 食文化                  | 2019   |
| アレキパ                             | ペルー                   | 食文化                  | 2019   |
| メリダ                               | メキシコ                 | 食文化                  | 2019   |
| アフィヨンカラヒサール               | トルコ                   | 食文化                  | 2019   |
| ベルガモ                             | イタリア                 | 食文化                  | 2019   |
| ハイデラバード                       | インド                   | 食文化                  | 2019   |
| 揚州                                 | 中華人民共和国           | 食文化                  | 2019   |
| オーバーストランド・ヘルマナス       | 南アフリカ共和国         | 食文化                  | 2020   |
| ボヒコン                             | ベナン                   | 食文化                  | 2021   |
| ブライダ                             | サウジアラビア           | 食文化                  | 2021   |
| 淮安                                 | 中華人民共和国           | 食文化                  | 2021   |
| ケルマーンシャー                     | イラン                   | 食文化                  | 2021   |
| クチン                               | マレーシア               | 食文化                  | 2021   |
| レンキャラン                         | アゼルバイジャン         | 食文化                  | 2021   |
| ローンセストン                       | オーストラリア           | 食文化                  | 2021   |
| ペッチャブリー                       | タイ                     | 食文化                  | 2021   |
| ルーアン                             | フランス                 | 食文化                  | 2021   |
| サンクトペテルブルク                 | ロシア                   | 食文化                  | 2021   |
| サンタ・マリア・ダ・フェイラ         | ポルトガル               | 食文化                  | 2021   |
| テッサロニキ                         | ギリシャ                 | 食文化                  | 2021   |
| 臼杵                                 | 日本                     | 食文化                  | 2021   |
| イラクリオン                         | ギリシャ                 | 食文化                  | 2023   |
| イロイロ                             | フィリピン               | 食文化                  | 2023   |
| バタンバン                           | カンボジア               | 食文化                  | 2023   |
| フリブール                           | スイス                   | 食文化                  | 2023   |

## アルバム

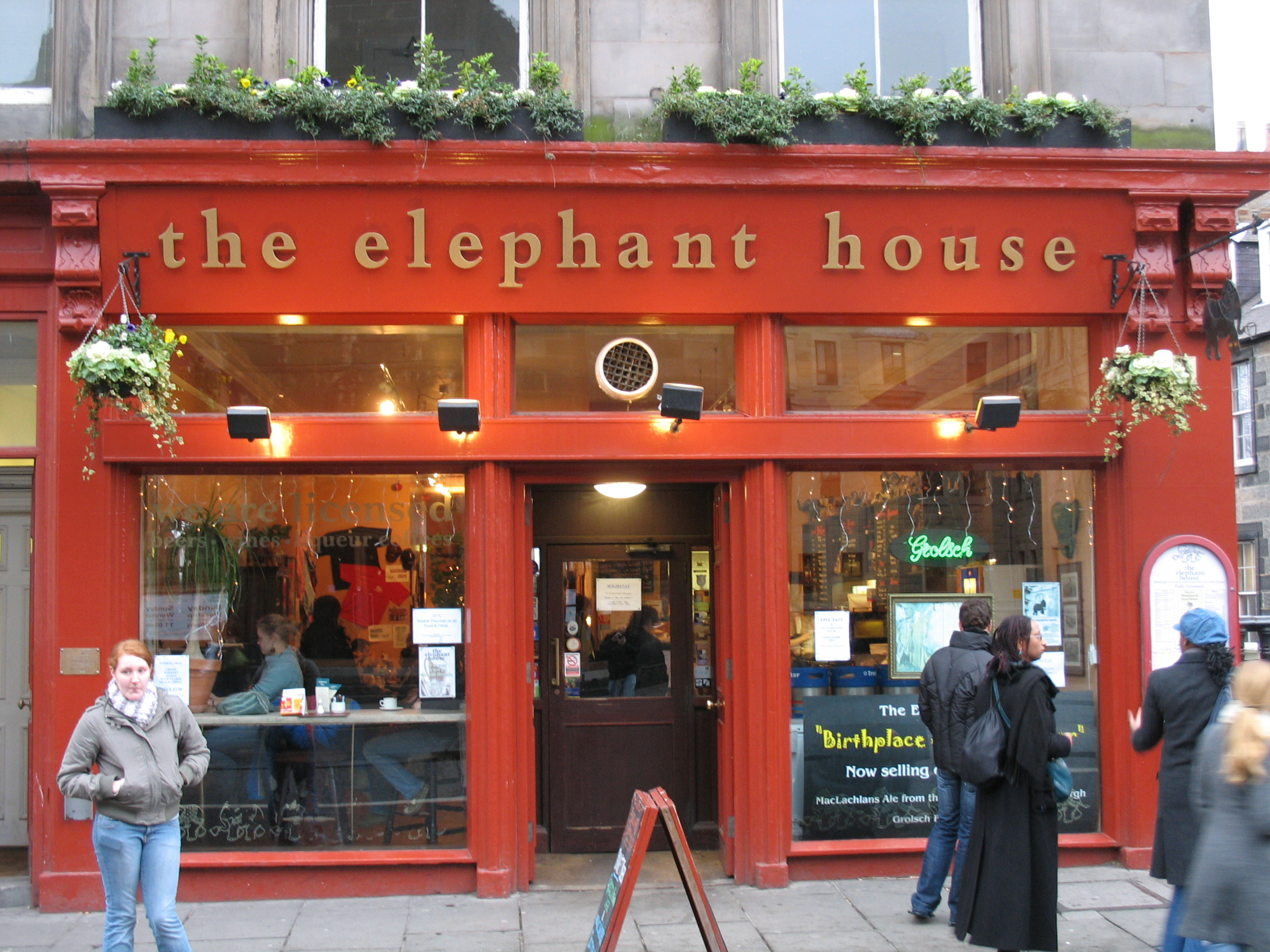
エディンバラ文学の系譜はハリー・ポッターまで続く
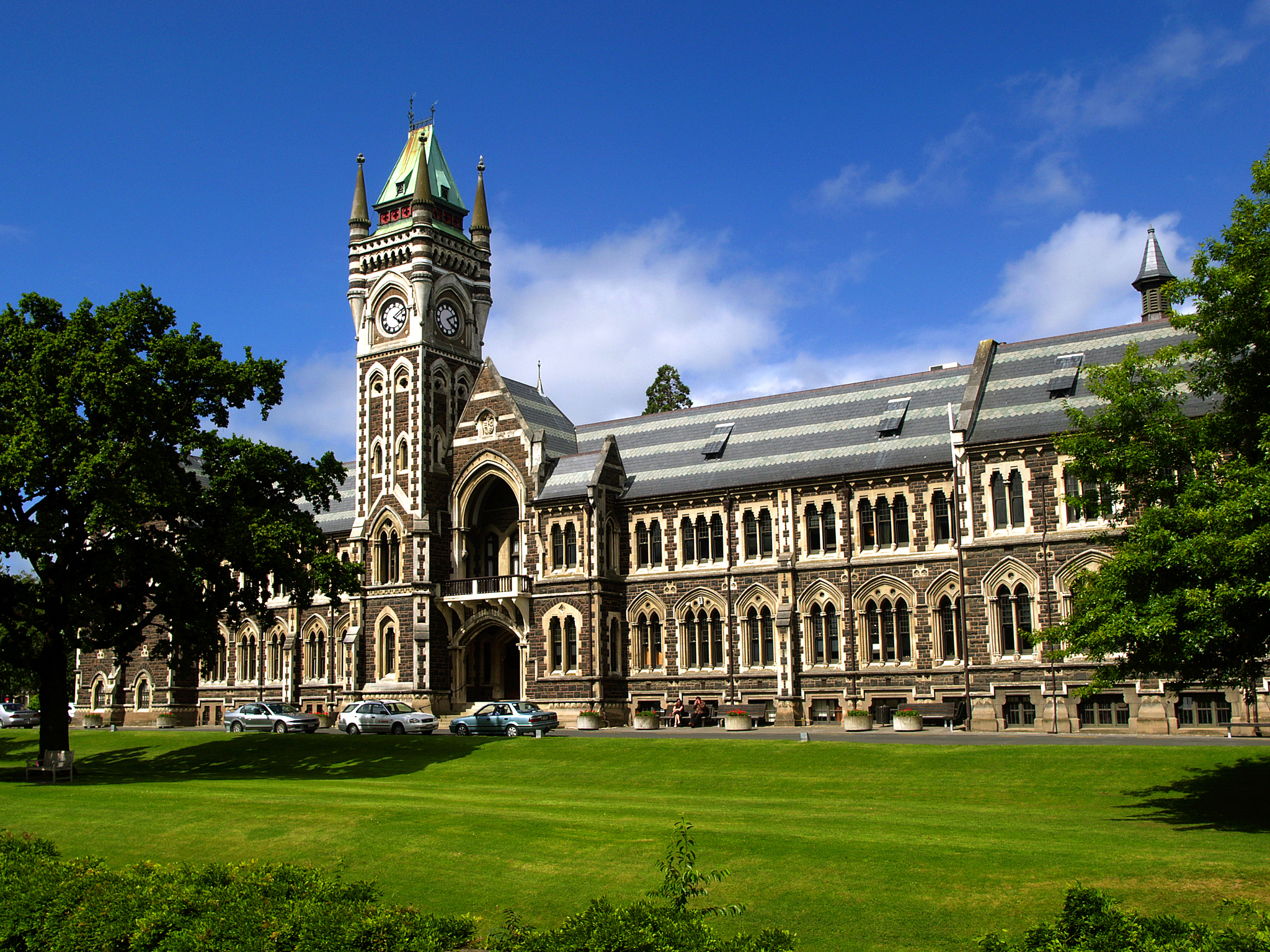
ダニーデンのオタゴ大学はマオリ文学研究の拠点
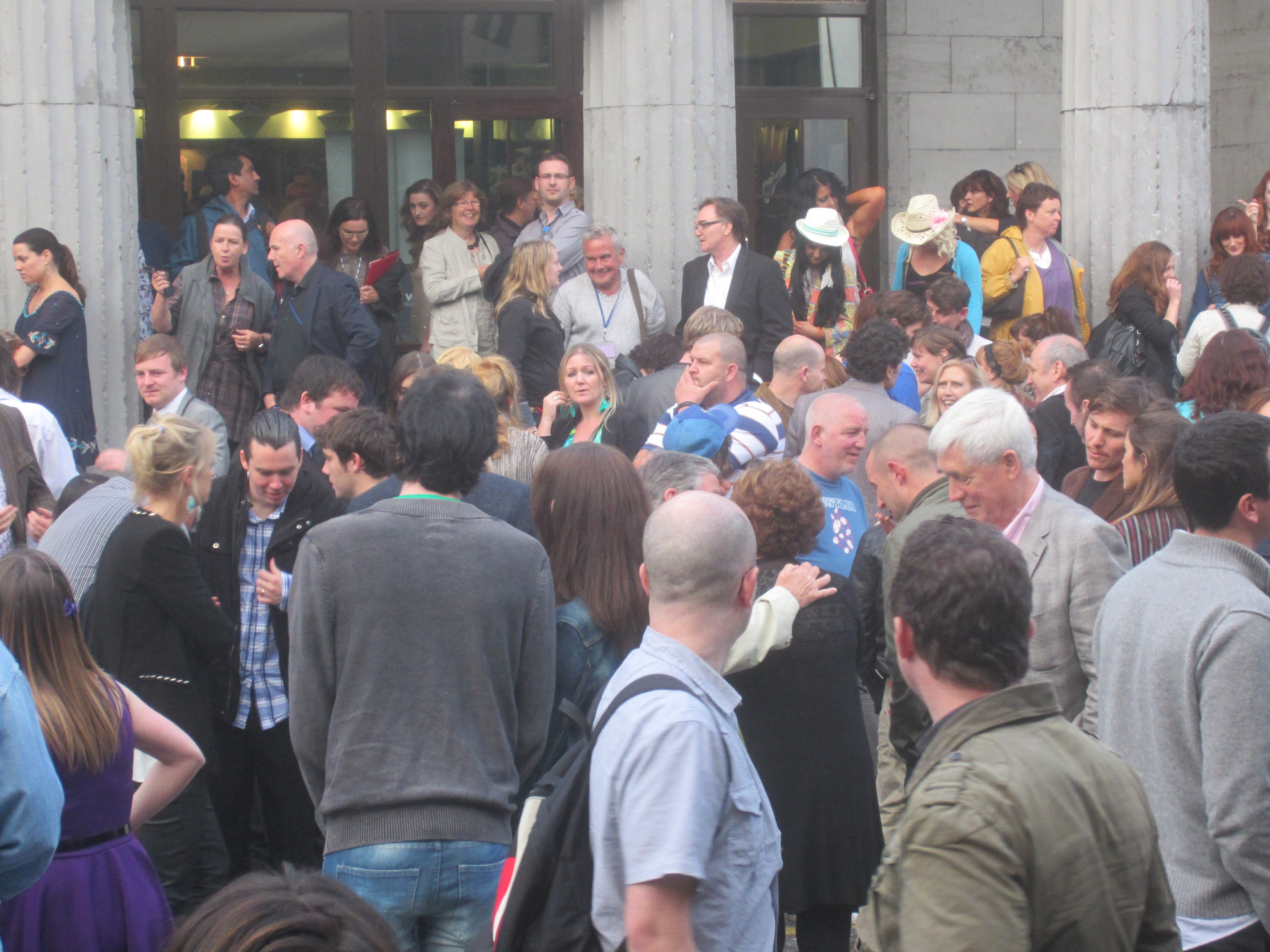
ゴールウェイではフィルムフラ（映画祭）で町おこし
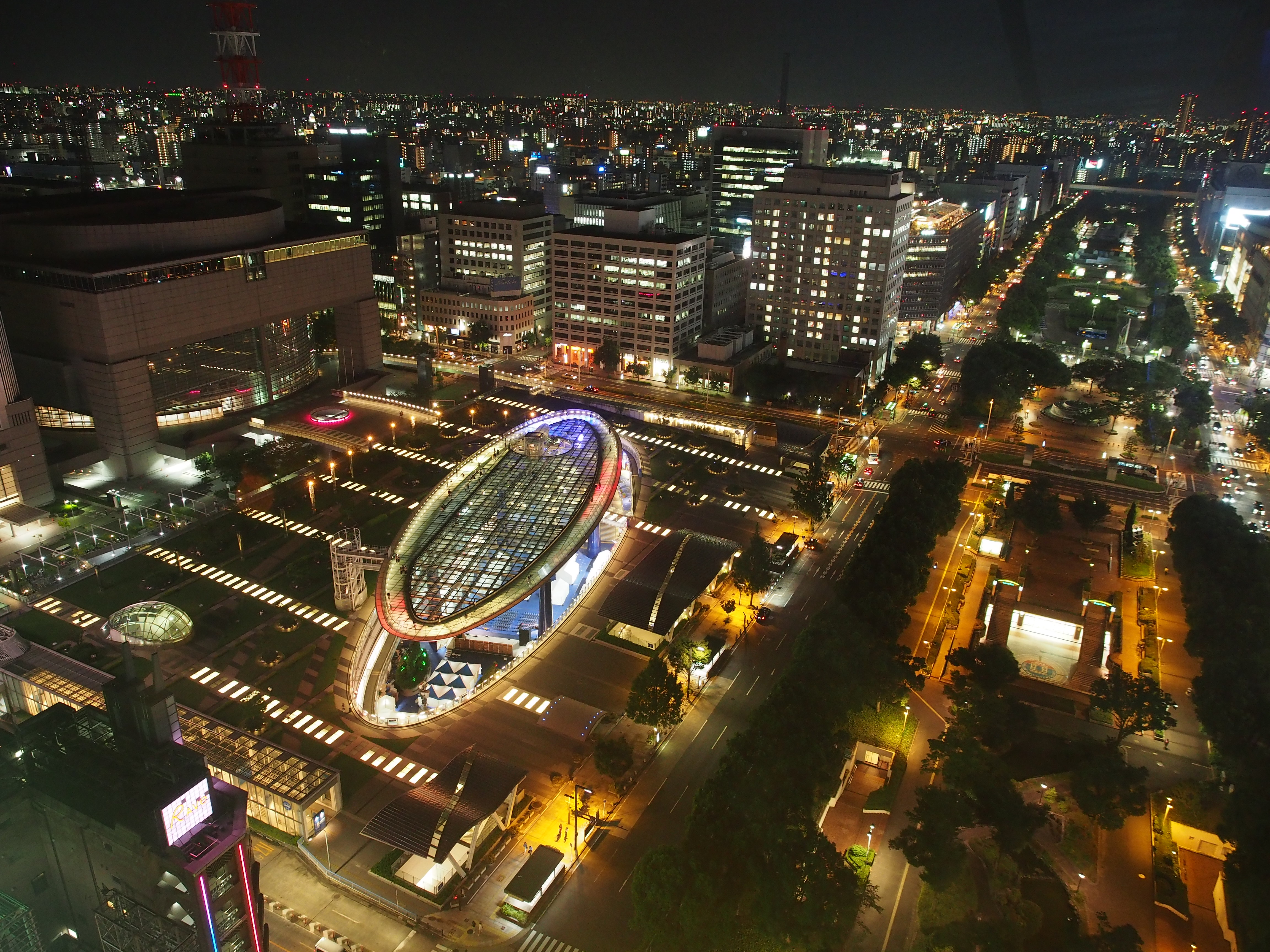
街区を公園化した都市計画デザインの名古屋
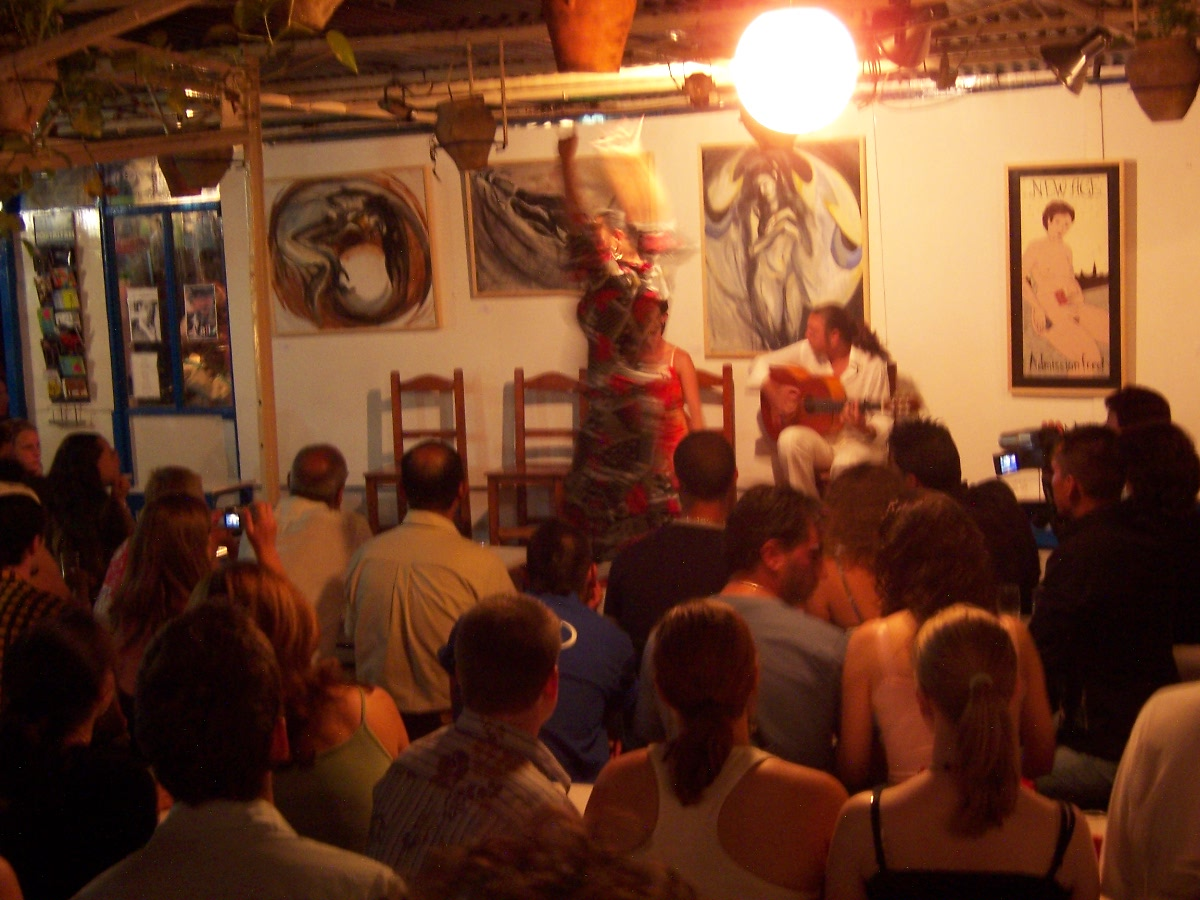
セビリア音楽の代表格フラメンコ
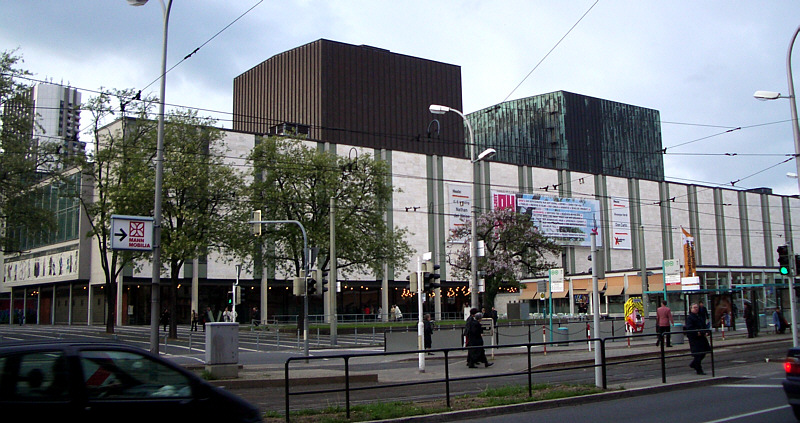
マンハイムはマンハイム楽派発祥地（マンハイム国民劇場）
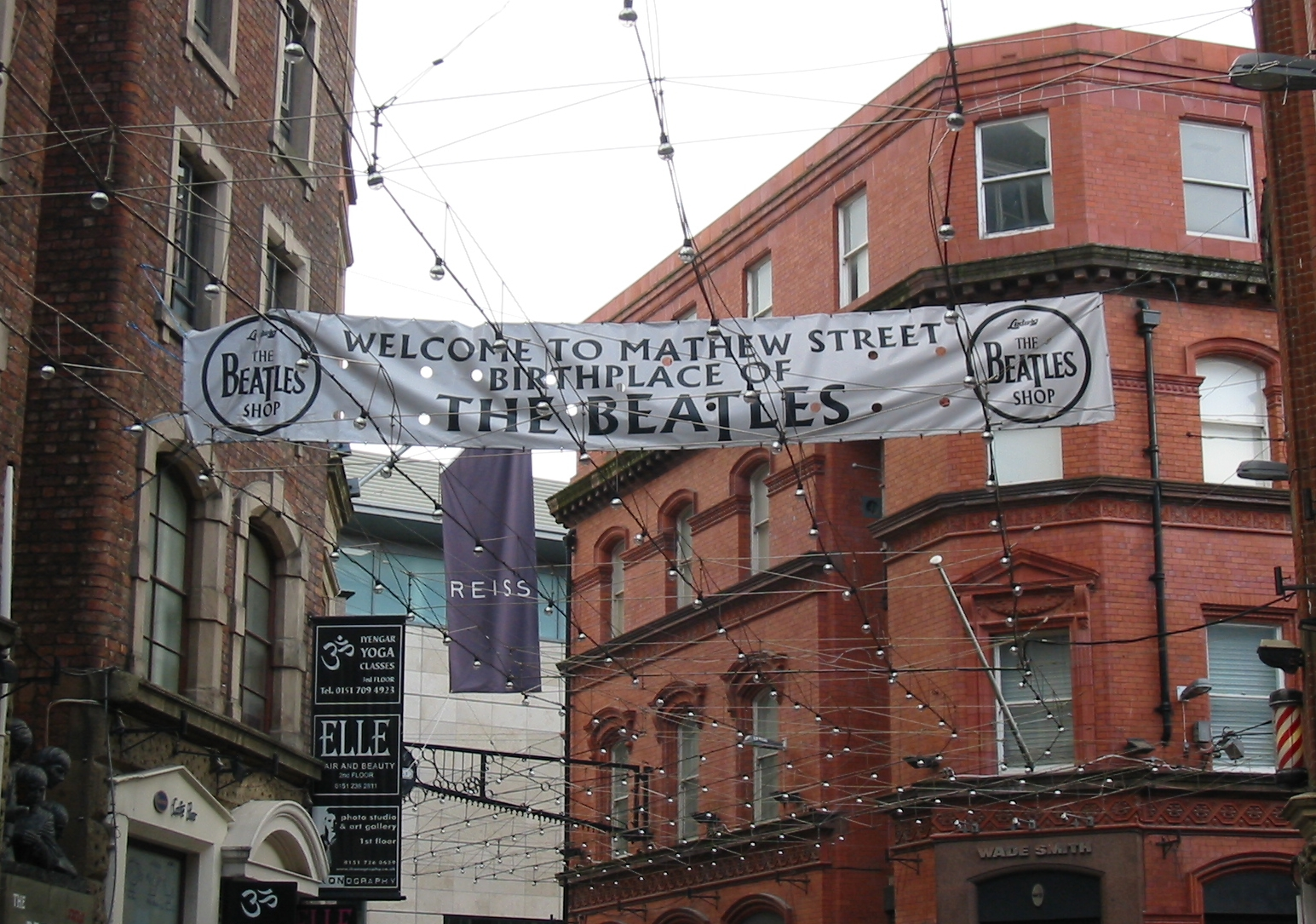
リバプールの音楽はビートルズ
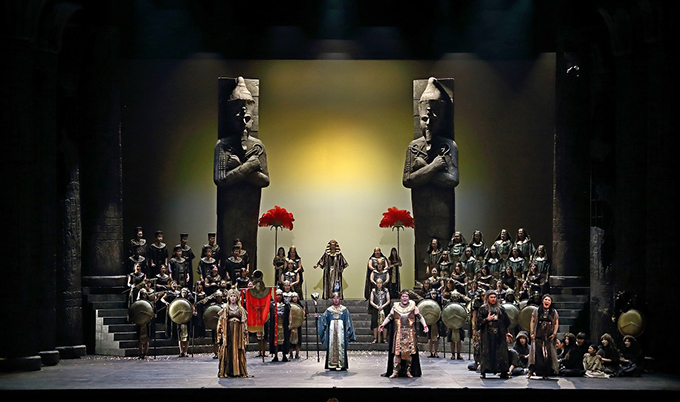
大邱国際オペラ祭り
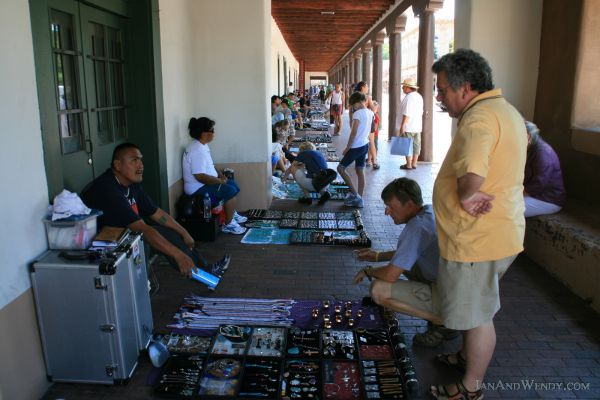
サンタフェの工芸品はネイティブアメリカンのターコイズが有名
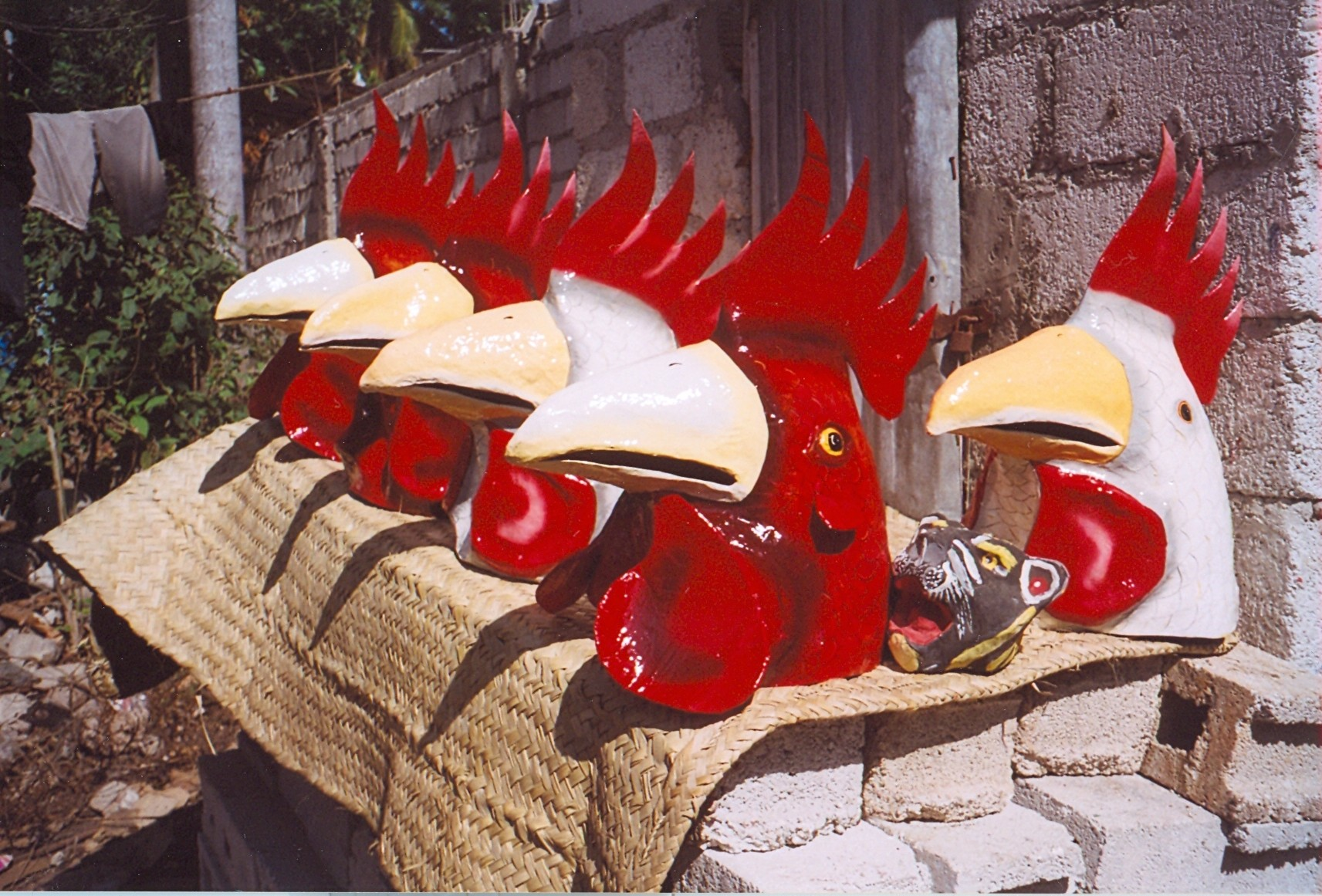
ハイチの祭事の際には紙粘土の仮面が作られる
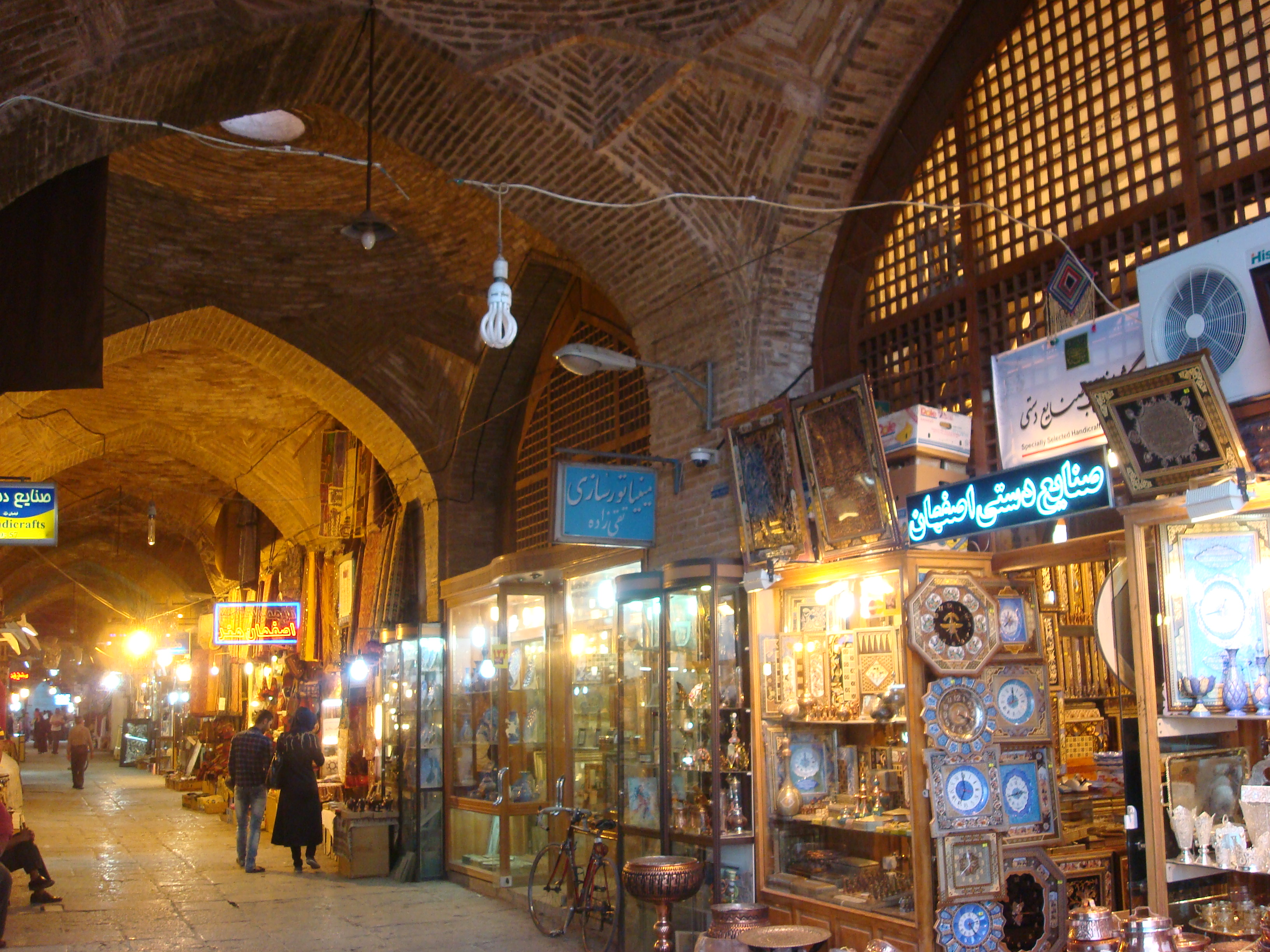
イスファハンのバザールは工芸品が溢れる
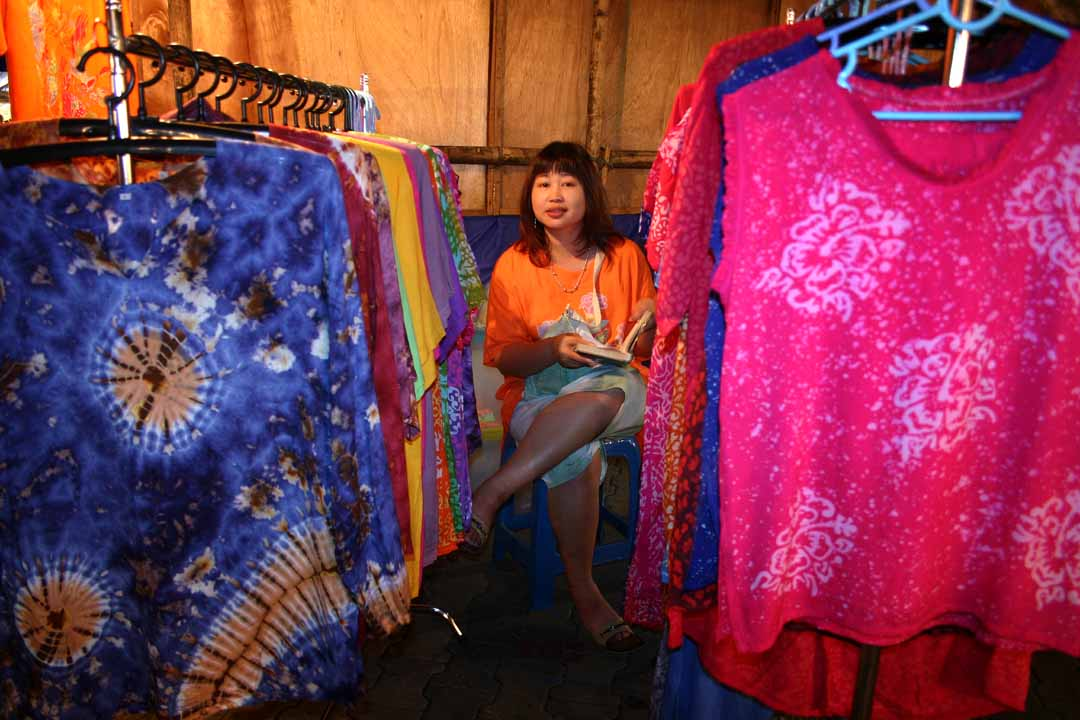
チェンマイの夜市は少数民族の伝統工芸品が溢れる
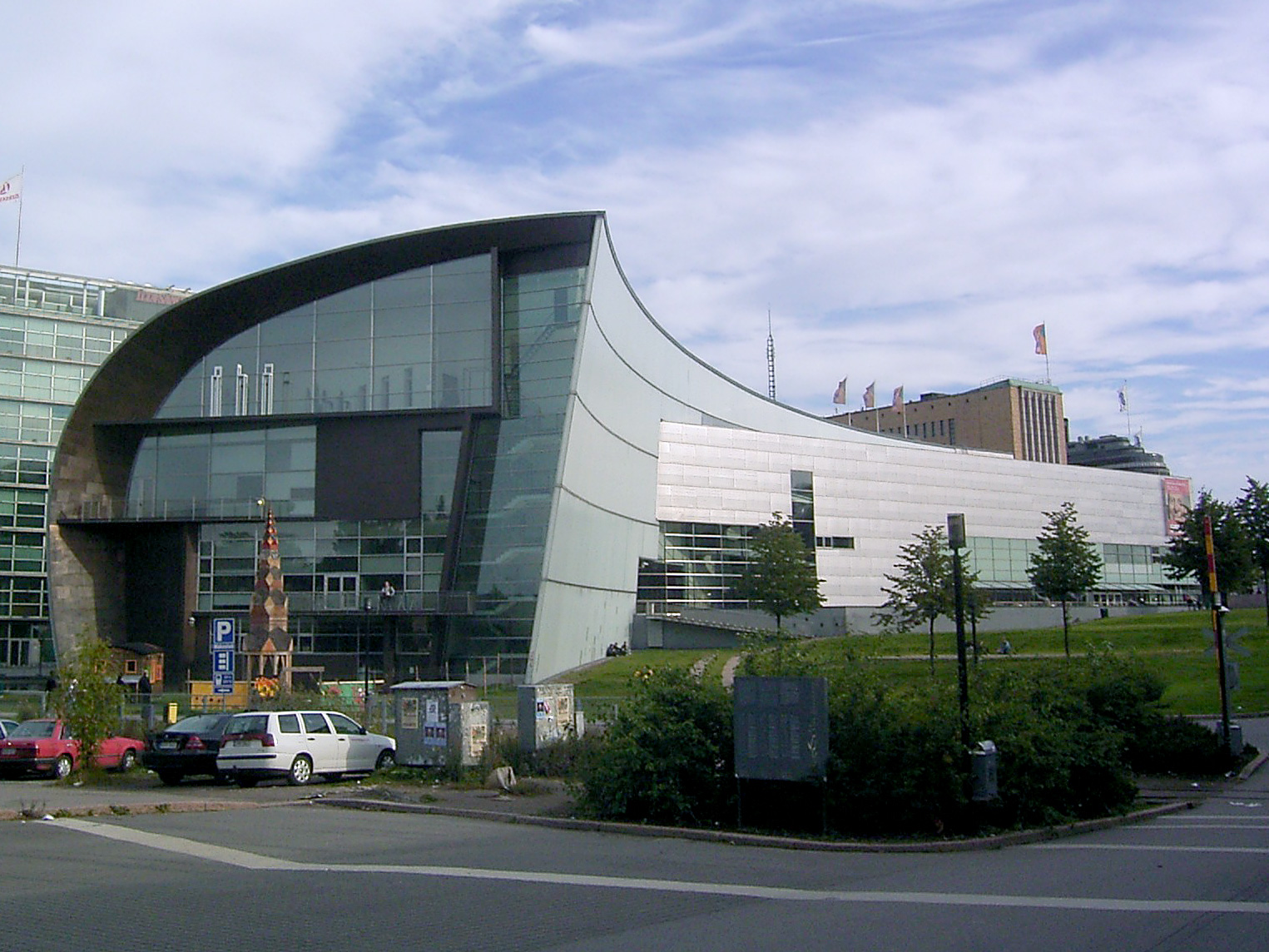
ヘルシンキは北欧デザインの発信地（ヘルシンキ現代美術館）
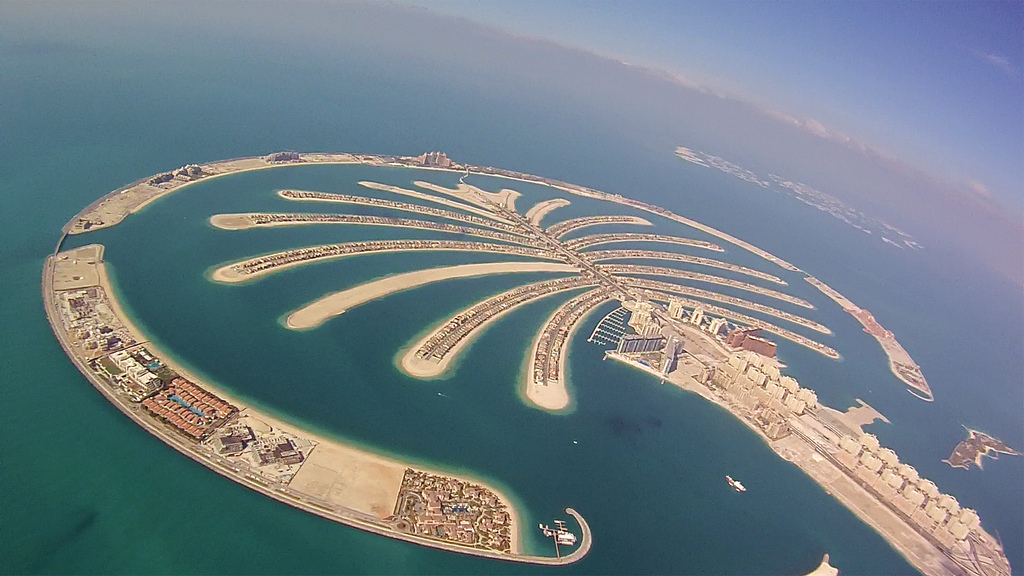
パーム・ジュメイラはドバイを代表する都市デザイン設計
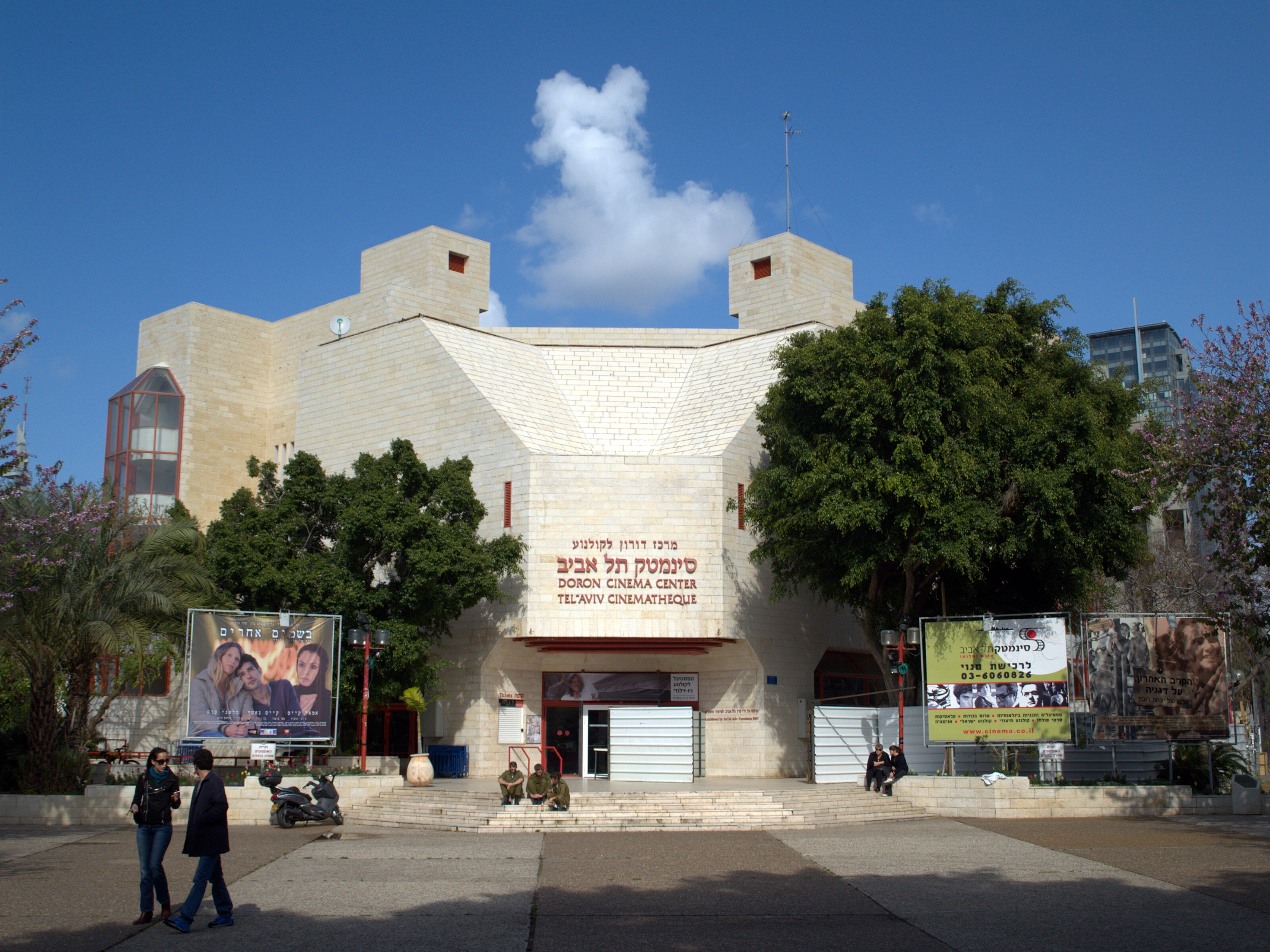
テルアビブシネマテークではマルチメディアアート展を開催
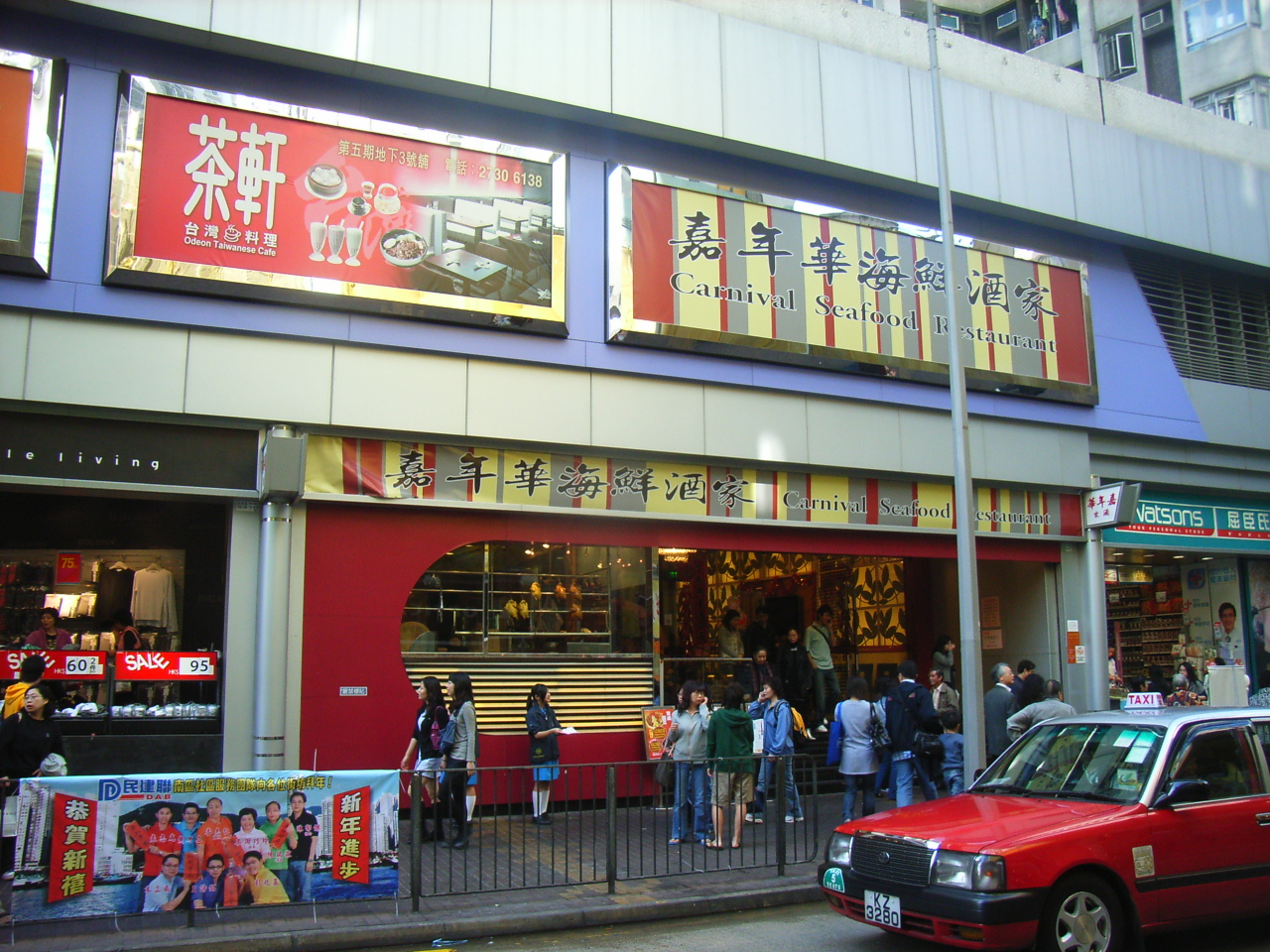
成都の食は四川料理と茶
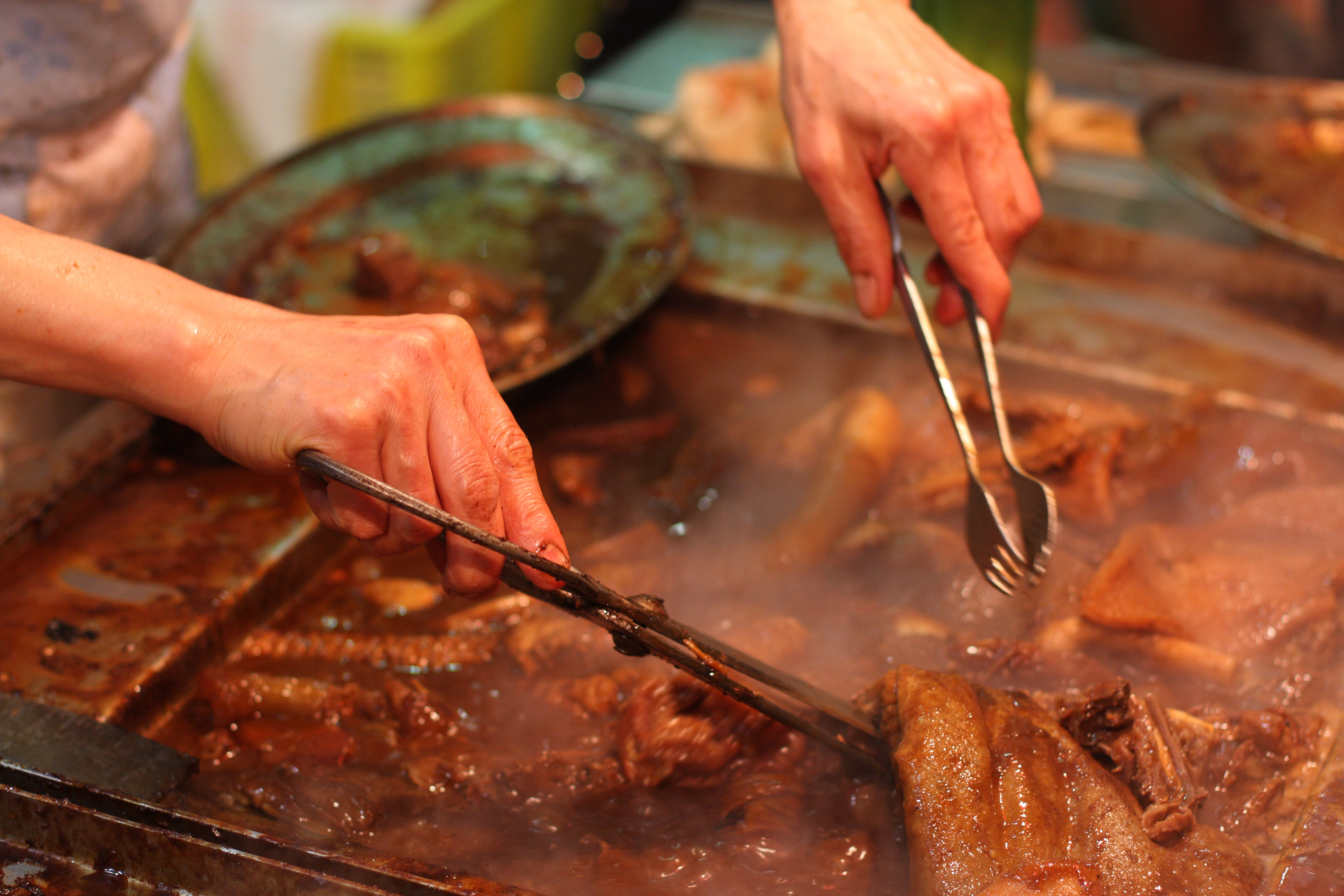
マカオ料理は東洋と西洋の融合

## 都市である意味
そもそもなぜ創造“都市”である必要があるのか、これは古代の都市国家の時代から、都市部における猥雑さが創意・創造性の源泉であったことは否めない。ルネサンスも然り。単調・旧態な文化になりがちな田舎に対し、都市には創造的な新しい文化を生み受け入れる多様性・汎用性・寛容性がある。「都市の価値は集積にある」とされる（例えば日本であればテクノポリス）。あらゆるものが都市に集約される中で都市文化が形成され、そこから創造産業も育まれる。
また、持続可能性(sustainability)と存続可能性(survivability)の問題もある。創造産業を創出する社会基盤と、創造文化を理解し消費する一定の人口が必要になる。都市経済・創造経済が村落を含めた全体を牽引することを期待している。

## 小史
創造都市のテーマの一つである脱工業化社会は、1960年代にダニエル・ベルやアルビン・トフラーが唱えたもので、現実に先進国の製造業は新興工業経済地域さらに中進国へと移行した。90年代末にジェイン・ジェイコブズがボローニャのような近代工業化が斜陽し、伝統産業を活かした脱大量生産を模索する街を「創造都市」と呼び、これに情報化社会の考え方が添付。リチャード・フロリダなどがこの動きに創造産業を加えることで形成された。
ユネスコがネットワークを事業として進める前から積極的に動いていたのがイギリスであった。産業革命発祥の地として長らく工業化を推進し、それが経済の牽引役となってきたが、サッチャーが首相となり新自由主義に基づくサッチャリズムを推進したことでイギリス経済は製造業から金融・不動産業等へ移行、そしてEUへの加盟で製造業はドイツ製品に敗れ、工業都市の衰退が顕わになった。これをうけブレア首相がクール・ブリタニア政策の一環として創造産業による都市再生を目指し一定の成果を収めてきた。現在では旧植民地に根差した工業都市の創造都市への転換も支援している。
21世紀に入り創造都市が注目されるようになった契機は、2001年のアメリカ同時多発テロ事件や2008年のリーマン・ショックにより、20世紀に持て囃された世界都市の展望に限界が見えたことである。

## 現況
ユネスコが『contribution to post-2015（ポスト2015への貢献）』としてまとめた報告では、創造産業は全世界で約3000万人の雇用を創出し、推定1兆3千億米ドル（約154兆円）もの潜在的経済効果があると発表し、実際に創造都市による経済効果が具体的な数値（下記の成果欄参照）として示されるようになったことで関心が高まり、2013年のユネスコ総会でも創造都市事業の拡大を決め、2019年には第三世界への波及を進めたり、国家ではないパレスチナ自治区からの申請による音楽部門でラマッラーの加盟も認定された。

## 成果 (経済面)
UNCTAD（国際連合貿易開発会議）が作成した『Creative Economy Report（創造経済レポート）』によると、2000 - 05年の間に創造都市が生み出した創造産業の貿易額は年平均で8.7%の成長を遂げており、例えば映画産業ではフィルムツーリズムという副産物的効果も表れている。
創造都市による創造産業・創造経済を積極的に推進しているのがEUである。創造都市間の連携と競争を促進する創造欧州を定め、「欧州文化首都(European Capitals Culture)」・「欧州遺産ラベル(European Heritage Label)」・「EU文化遺産賞(EU Prize for Cultural Heritage)」・「EU文学賞(EU Prize for Literature)」・「EUメディア賞(EU Prix MEDIA)」といった創造産業振興プログラムと顕彰を行っている。その結果、創造都市による経済効果は、EU域内GDPにおいて4.5%に達し、域内雇用の約4%をまかなっている。
これをうけ2014年から七年間で総額14億6000万ユーロ（2000億円超）の文化活動支援の予算も組まれた。また、EU域内個々の伝統文化や言語の保護にもつながり、域内言語相互翻訳による出版の活性化、800作品を超える映画製作によりアメリカ一辺倒の画一化した文化から脱却した反グローバリゼーションをもたらし、文化多様性条約を実践している。
国連は2008年からほぼ毎年ユネスコ・国際連合開発計画(UNDP)・UNCTADなどに『United Nations Creative Economy Report（国連創造経済レポート）』をまとめさせており、創造経済動向を注視している。
2014年に食部門に認定された鶴岡市は、以前から東京などに流通しない小規模栽培の在来野菜（地場野菜・郷土野菜・伝統野菜）を活かす方法を模索し、奥田政行がアル・ケッチァーノを開店したことで地域が活性化し、わずかながら就農率も向上した。創造都市ネットワークに加盟したことでさらなる飛躍が期待される。

## 環境産業視点
創造都市のテーマである脱工業は工場からの排煙・排熱が軽減されるなど環境性に優れているが、創造産業を推進していく過程で副産物的に環境ビジネスが生まれる可能性も秘めている。

## 発展・展開
創造都市を訪ね、創造産業に触れることで感性を磨くことを目的とする「クリエイティブツーリズム」が欧米を中心に盛んになっている。
アジア開発銀行とイギリスの調査機関エコノミスト・インテリジェンス・ユニットが発表したアジアとアメリカおよびフィンランドを対象とした創造生産性指数(Creative Productivity Index)では、日本が1位になっており、創造都市の可能性を示している。
2020年、世界に蔓延した新型コロナウイルスにより都市封鎖で外出できなくなった人々の精神衛生維持のため、音楽部門に選定されているスペインのリリアでは、市内在住のミュージシャンや音楽教師・生徒らが窓辺やバルコニーからベートーヴェンの交響曲第9番を一斉に演奏して町中の人々を勇気づけた。これをうけユネスコはソーシャルメディア・キャンペーン「#WindowsOfMusicAndHope」を立ち上げたところ、呼応する創造都市が現れ、さらに映画部門やメディアアート部門の創造都市も独自の応援企画を展開するようになり、ユネスコは「困難な時に必要な貢献と連帯である」とし、慈善文化イニシアチブの世界的な例と評価した。
創造都市を参考にしたものとして、EUでは人間都市（ヒューマンシティ） を立ち上げ、日本においても文化庁が2007年から文化芸術振興基本法（現文化芸術基本法）に基づき「文化芸術創造都市」を創設し顕彰しており、政治的対立軸とは別に2014年から日中韓共同で推進する「東アジア文化都市」事業へと広がり平和文化交流を実現している。
また、世界遺産である京都市や奈良市は古都としての価値・魅力とは別に、創造都市としての可能性も模索している。
東京都は23区全域を一つの都市（広域都市圏）と捉え、「文化創造都市」として「東京文化発信プロジェクト」を推進、民間からも文化創造都市政策の提言や、2020年東京オリンピックを見据えた「東京文化都市構想」が提案されるなど、独自の創造都市を標榜しているほか、二子玉川が地域独自でクリエイティブシティを名乗るなどの動きもある。
さらに日本では、創造都市から創造農村が発展し、創造農村を文化的財・環境財と見做すことで、生態系サービスなどの環境産業という新しい分野の創造産業の可能性を欧米に提示している。日本景観学会理事の斎藤全彦は、「新たな産業創造には健全なコミュニティと良き景観が必須条件」と、創造都市と環境の互換関係の重要さを説いている。

## 展望
2013年5月に中国の杭州市で開かれたユネスコによる国際会議「文化：持続可能な開発への鍵」において、創造都市の提唱者チャールズ・ランドリーが講演し、創造都市は新たな段階へと突入したとして、創造都市は気候変動・食糧危機・健康・資源・貧困・不平等と向き合わねばならず、その解決方法として創造都市が市民参加型となり、「公共コモンズの充実」・「環境意識の育成」・「健康的な都市計画」・「異文化コミュニケーション」・「美的不可欠（美意識の醸成）」が必要で、「ハードとソフトの融合（Orgware）」やイノベーションそして民主主義が重要と説き、創造都市の可能性に期待している。
ユネスコでは2012年の国連持続可能な開発会議を受けまとめた「リオ+20での文化」もあり、世界遺産や無形文化遺産などの文化遺産と創造産業を両有する「持続可能な都市（Sustainable Cities）」を推進することを決めた。
2019年からの新型コロナウイルス感染症の流行に伴うコロナ不況に対し、コロナ終息後の経済回復にこそ創造産業が役立つとして、ユネスコはその支援体制を整えはじめた。
国内では企業メセナ協議会が、「文化と経済の両輪」「文化は資本」などのスローガンを掲げ、行政とは一線を画し民間による創造性の育成を呼び掛けている。

## 問題提起
最大のユネスコ分担金拠出国であるアメリカ（全体予算の22%を負担）が支払拒否したことによる財政難から、創造都市の運営にも支障をきたし、国際社会からは拠出額二位の日本（10%負担）への期待もあったが、創造都市に関しては中国が直接資金援助することで国際的評価と文化庇護国としての存在感を高めることになった。結果としてユネスコの創造都市ネットワークの公式ホームページには、「With the support of:」として中華人民共和国北京中央政府とShenzhen International Holdingsや大連万達グループ（Wanda Group）の名称が掲載されるようになった。
ユネスコ担当部署の資金不足から加盟都市が自主的に拠出金を出す案も提示され、財政基盤が脆弱な地方都市や途上国には負担となりえる。
韓国では朴槿恵大統領による経済政策クネノミクスの柱として創造経済を掲げ、未来創造科学部を編成して創造都市であるソウル・利川市・全州市を中心に創造経済の育成を試みているが、IT分野に偏重し文化的効果が追従しておらず、実体経済としてもまだ成果は現れていない。その背景として本来であれば創造都市が守るべき地域文化（韓国であれば儒教）が逆に障壁となっているとの見方もある。
ユネスコに加盟していないため世界遺産の登録が認められていない台湾（中華民国）で、台北市が創造都市の食部門認定を目指しているが、国連・ユネスコ未加盟のため実現性が遠のいている。
海外の創造都市においてはジェントリフィケーションが問題となりつつある場所があり、中国では創造都市においても城中村（スラム）の存在があり創造産業の恩恵を受けられない格差問題もある。日本でも消滅可能性都市 や産業化なき都市化といった都市問題がある。
また、横浜市が独自に創造都市を名乗りヨコハマ創造都市センターを開設しているが、ユネスコへ申請する場合に横浜トリエンナーレの開催によるデザインかメディアアート部門を目指す案や横浜中華街を中核にした食部門を目指す案もあり、一つに的を絞りにくい事例もある。さらに旧三井物産横浜支店倉庫の解体による都市環境破壊から文化政策としての創造都市が必ずしも機能しているとは言いがたい側面もある。
地方創生法（まち・ひと・しごと創生法）の成立で創造都市が普及するきっかけになる可能性はあるが、依然として製造業に依存する傾向もあり、ハードからソフトへの転換は簡単には進まない。創造都市は地方が中央を通さず直接文化発信することが望まれるが、日本では文化庁が所管業務とし、「地方拠点都市地域の整備及び産業業務施設の再配置の促進に関する法律」などに依存するため国主導になりがちで、国土交通省や経済産業省も独自に創造都市制度を提唱している。このため地方分権と重複事業の整理・統合や区分け（新産業育成なのか文化発信なのか）が検討されている。

### 補注
1. ↑  創造産業開発課から変更になった。
2. ↑  工芸部門は日本の国際民族芸能組織委員会（CIOFF）が担当。詳細は Creative Cities Network  External Evaluators - UNESCO(英語)
3. ↑  創造産業という概念は新しいものであるため、あまり長い歴史的背景は求めないが、文学・音楽・工芸・食文化部門では一定の時間的な経過があることが望ましいとされる。工芸部門では観光地における土産物のようなものでも構わないが、食文化部門では伝統食材や調理法を継承している前提が必要。
4. ↑  創造都市では伝統の保護のみならず、伝統を活かしつつも新たな試みに積極的に挑戦することを求めている。
5. ↑  2019年末から続く新型コロナウイルス感染症の流行に伴う活動の低迷は不問。
6. ↑  創造都市においては主として重工業、クラフト＆フォークアート部門では繊維産業や製材業といった軽工業に由来する場合もある
7. ↑  創造都市の参考になったとされるのが欧州文化首都の前進でEU創設前の1985年から一年持ち回りで選定してきた欧州文化都市である
8. ↑  EUの経済状況については欧州連合の経済を参照
9. ↑  クリエイティブ産業が支える英国経済 クローデン葉子 - ハフィントン・ポストも参照
10. ↑  中国は杭州国際会議後に「従中国製造到中国創造（製造から創造へ）」を表明した

### 書籍
- チャールズ・ランドリー『創造的都市―都市再生のための道具箱』日本評論社、2003年、372頁。ISBN 4535583420。…ユネスコが創造都市を採択した際に参照した原典（原著『The Creative City: A Toolkit for Urban Innovators』）の翻訳版
- 佐々木雅幸『創造都市への挑戦 産業と文化の息づく街へ』岩波書店、2012年、308頁。ISBN 978-4-00-603242-5。